# Шетња са лавом
Шетња са лавом је српска ТВ серија из 2022. године. Од 17. децембра 2022. године се премијерно емитује на каналу Суперстар ТВ.

## Радња
Серија се бави страдањем стваралаца и свих оних, у свим временима, који су искрено трагали за истином. Говори и о тражењу смисла стваралаштва, па и живота. Доминантан је мотив љубави која преображава сваког ко јој се отвори. 
Такође, приказује човекову духовну глад која се мора нечим испунити, те у зависности од тога чиме се храни, човек преображава ка звери или ка анђелу.
Брза и урнебесна прича прати главне ликове који су Бата, изузетно даровит и образован али неафирмисан филмски редитељ који једва саставља крај са крајем и Уна, најпознатија тв водитељка и заштитно лице веома популарне, сензационалистичке, комерцијалне телевизије када им се путеви укрсте.
Овај романтични трилер наше јунаке ставља у немогуће ситуације и тек тад, суочени са правим животним искушењима, они постају људи.

## Улоге
| Глумац                | Улога                     |
| --------------------- | ------------------------- |
| Андрија Кузмановић    | Светислав „Бата” Крстић   |
| Анђелка Прпић         | Уна Лазаревић             |
| Андреј Шепетковски    | Богдан Тришић             |
| Аница Добра           | Нада                      |
| Бранко Видаковић      | Жика                      |
| Тихомир Станић        | Бранко Лазаревић          |
| Бранка Пујић          | Радмила Лазаревић         |
| Андрија Милошевић     | Нешко Мијатовић           |
| Андријана Оливерић    | Милена                    |
| Владимир Нићифoровић  | Сајбер                    |
| Слободан Ћустић       | Гојко Плећаш              |
| Миљана Гавриловић     | Дина                      |
| Стефан Бундало        | Олио                      |
| Јован Јовановић       | Станлио                   |
| Тара Милутиновић      | Кристина                  |
| Стојан Ђорђевић       | Цига                      |
| Марко Гверо           | Цомпула                   |
| Ђорђе Крећа           | полицајац Пера            |
| Никола Шкорић         | саобраћајац               |
| Виктор Шепетковски    | син Михајло               |
| Алексеј Шепетковски   | син Саша                  |
| Лариса Шепетковски    | ћерка Сара                |
| Цезар Гарсија         | гробар на погребу Џастина |
| Бојан Вељовић         | таксиста                  |
| Јадранка Селец        | комшиница                 |
| Саша Ђурашевић        | Цвеле                     |
| Никола Крнета         | градски функционер        |
| Јелена Велковски      | медицинска сестра         |
| Драган Вучелић        | Батин доктор              |
| Никола Здравковић     | други пацијент            |
| Душко Радовић         | први пацијент             |
| Вахид Џанковић        | трећи пацијент            |
| Урош Јовчић           | адвокат                   |
| Иван Зарић            | доктор Волић              |
| Ђорђе Ерчевић         | други осумњичени          |
| Јаков Јевтовић        | Мили                      |
| Владимир Цвејић       | полицајац у истражном     |
| Игор Филиповић        | Раде                      |
| Миљан Прљета          | Синиша                    |
| Михаило Лаптошевић    | Стојан                    |
| Боба Стојимировић     | трећи осумњичени          |
| Синиша Максимовић     | Зоран                     |
| Милан Јовановић       | Стева Питбул              |
| Бојан Хлишћ           | Даба                      |
| Анђелика Симић        | Исидора                   |
| Ненад Хераковић       | Канџић                    |
| Ненад Ћирић           | Пајић                     |
| Драгана Дабовић       | Лиликју                   |
| Маријана Аранђеловић  | чистачица                 |
| Срђан Милетић         | Хабиб                     |
| Драга Ћирић Живановић | кума                      |
| Саво Радовић          | Лабуд                     |
| Ана Ћук               | монахиња                  |
| Петар Ћирица          | чувар затвора             |
| Бранислав Чубрило     | психијатар                |
| Бранислав Зеремски    | стари библиотекар         |
| Љиљана Јакшић         | врачара                   |
| Бора Ненић            | чича                      |
| Тома Трифуновић       | мајстор Миле              |
| Владимир Милојевић    | министар                  |
| Милан Михаиловић      | стари адвокат             |
| Марко Марковић        | Тоша                      |
| Никола Пејаковић      |                           |
| Марија Шерифовић      |                           |
| Зоран Филиповић       | полицајац                 |

## Епизоде
| Сезона | Сезона | Епизоде | Епизоде | Оригинално емитовање | Оригинално емитовање |
| Сезона | Сезона | Епизоде | Епизоде | Премијера            | Финале               |
| ------ | ------ | ------- | ------- | -------------------- | -------------------- |
|        | 1.     | 10      | 10      | 17. децембар 2022.   | 15. јануар 2023.     |